# James Angulo
James Angulo (sinh ngày 20 tháng 1 năm 1974) là một cầu thủ bóng đá người Colombia.

## Sự nghiệp câu lạc bộ
James Angulo đã từng chơi cho Shonan Bellmare.

## Thống kê câu lạc bộ

### J.League
| Đội             | Năm       | J.League | J.League | J.League Cup | J.League Cup | Tổng cộng | Tổng cộng |
| Đội             | Năm       | Trận     | Bàn      | Trận         | Bàn          | Trận      | Bàn       |
| --------------- | --------- | -------- | -------- | ------------ | ------------ | --------- | --------- |
| Shonan Bellmare | 2001      | 12       | 2        | 2            | 0            | 14        | 2         |
| Tổng cộng       | Tổng cộng | 12       | 2        | 2            | 0            | 14        | 2         |